# Bergen, Noord-Holland

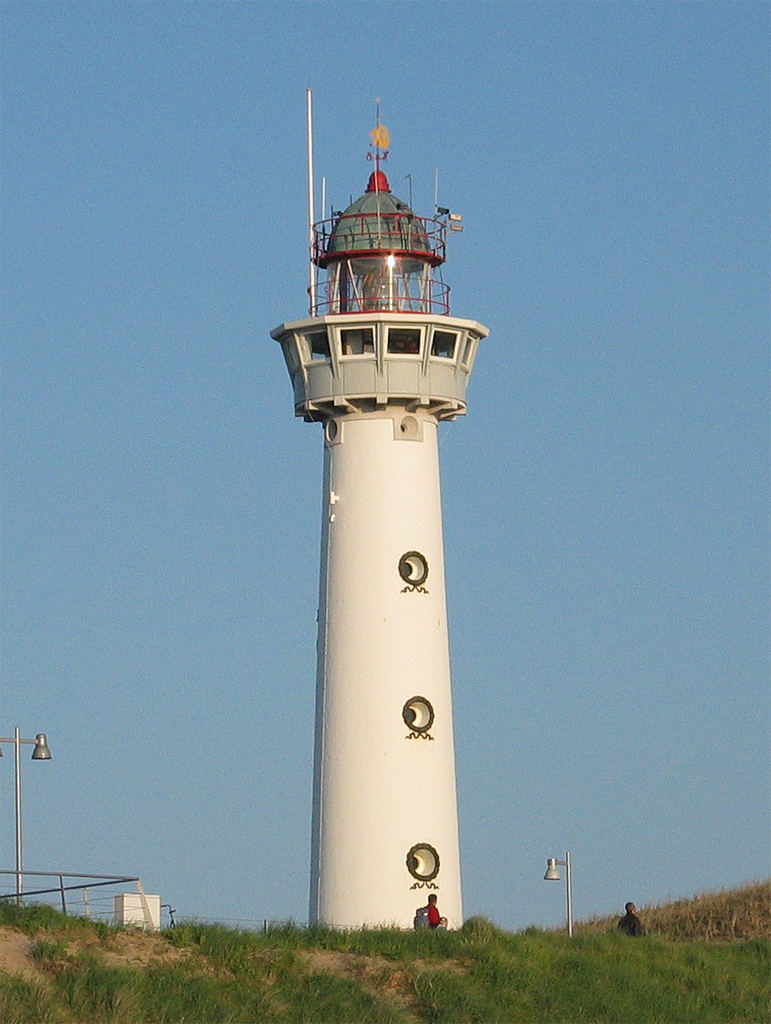
Fyrtorn vid Egmond aan Zee.

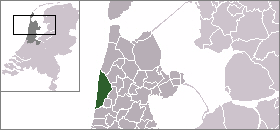
Bergens läge

Bergen, kommun i nordvästra Nederländerna i provinsen Noord-Holland. Kommunen har en area på 119,83 km² (vilket 22,66 km² utgörs av vatten) och en folkmängd på 31 738 invånare (2004). Norr om staden Bergen ligger Schoorlse Duinen, ett naturområde med de högsta och bredaste sanddynerna i Nederländerna. Kommunen bildades 2001 genom en sammanslagning av de tidigare kommunerna Egmond, Schoorl och tätorten i själva Bergen. Bergen för sit kulturliv, bland annat i form av regelbundna konstmässor och en årlig musikfestival. 